# Rosario la Cortijera
Rosario la Cortijera és una pel·lícula dramàtica espanyola en blanc i negre del 1935 dirigida per León Artola amb guió de Antonio Paso Jr. i Joaquín Dicenta basat en una sarsuela de Manuel Paso. Es tracta d'un remake de la pel·lícula homònima dirigida per José Buchs Echeandia el 1923, amenitzada amb cançons cantades pels protagonistes, coneguts cantants de l'època, i que va suposar el debut cinematogràfic de la cantant Estrellita Castro.

## Sinopsi
Rosario viu feliç al cortijo del senyor Marquès, situat a la devesa de la província de Salamanca al costat del seu pare, les seves cançons i el seu promès, Rafael, un dels vaquers. D'Amèrica ve Manuel, protegit del senyor Marquès, convertit en torero famós. Manuel és cosí de Rosario i no es veien des de nens. Un dels vaquers odia a Rafael ja que el senyor Marquès el va nomenar majoral. I, per a venjar-se, excita la seva gelosia amb la història d'un romanç entre Rosario i Manuel; història que no és, del tot, inventada. Rosario s'enamora de Manuel i menysprea Rafael. La jove s'escapa amb el torero a Sevilla, però aquest s'aprofita d'ella i l'abandona. Rafael, aleshores, també acudeix a Sevilla a la recerca dels dos amants i reta el torero en duel.

## Repartiment
- Estrellita Castro	...	Rosario
- Niño de Utrera	...	Rafael
- Elva Roy	...	Carmela
- Rafael Durán	...	Manuel
- Alfredo Corcuera	...	Varillas
- Emilio Portes	...	José
- Moisés Arciniega Mendi ...	Garrocha
- Antonia Arévalo	...	Prudencia
- Ignacio Rubio ...	Marqués

## Comentaris
Es tracta d'una pel·lícula dramàtica de caràcter folklòric habitual en aquella època en què destaquen el rodatge en exteriors i les estampes taurines, obra dels germans Porchet, però que es veu deslluït pel muntatge final fet per León Artola.